# Nimis
Nimis (slowenisch Neme, deutsch veraltet Nimetz) ist eine Gemeinde in der italienischen Region Friaul-Julisch Venetien mit 2622 Einwohnern (Stand 31. Dezember 2023).

## Struktur
Nimis hat folgende Fraktionen: Monteprato, Torlano, Ramandolo, Cergneu, Vallemontana und Chialminis. Die Fraktion Ramandolo verleiht dem gleichnamigen Wein Ramandolo ihren Namen. Die Nachbargemeinden sind Attimis, Lusevera, Povoletto, Reana del Rojale, Taipana und Tarcento.

## Söhne und Töchter des Ortes
- Ildebrando Kardinal Antoniutti (1898–1974), Kurienkardinal der römisch-katholischen Kirche